# واريو لاند: سوبر ماريو لاند 3
واريو لاند: سوبر ماريو لاند 3 (بالإنجليزية: Wario Land: Super Mario Land 3)‏ هي لعبة منصات تم تطويرها بواسطة نينتندو في عام 1994 لنظام غيم بوي. إنها أول لعبة فيديو يظهر فيها واريو كشخصية قابلة للعب والشخصية الرئيسية، بالإضافة إلى الظهور الأول لكابتن شراب وقراصنة براون شوجر، الأشرار المتكررين في سلسلة واريو لاند.
تم إصدار اللعبة لاحقًا لخدمة فرتشول كونسول الخاصة بنينتندو 3دي أس عبر متجر نينتندو إي شوب الذي اكتسب آراء إيجابية من النقاد.

## أسلوب اللعب
تتميز لعبة واريو لاند بطريقة لعب مختلفة بشكل ملحوظ عن اللعبتين السابقتين في سلسلة سوبر ماريو لاند. تجري اللعبة على طريق من خلال عدة مناطق ذات موضوعات محددة، والتي تنقسم إلى عدة دورات تنتهي بقتال رئيس. واريو قادر على القفز أو الاصطدام بالأعداء لإسقاطهم. يمكن التقاط الأعداء المذهولين وإلقائهم على أعداء آخرين. عندما يكون واريو في شكله النامي، يكون قادرًا أيضًا على القيام بشحنة الكتف، والتي تُستخدم لمهاجمة الأعداء، واختراق الكتل وفتح صناديق الكنوز المخفية.
هناك أيضًا ثلاث خوذات فريدة يمكن لواريو الحصول عليها بقدراتها الخاصة. تزيد خوذة الثور من قوة واريو وتضاعف طول هجوم شحنة الكتف، مما يسمح له بتحطيم الكتل بسهولة أكبر. كما أنه يمنح واريو القدرة على الالتصاق بالأسقف وأداء «ضربة بعقب» على الأرض تصعق الأعداء القريبين وتكسر الكتل الموجودة تحته. تزيد الخوذة الطائرة من سرعة ركض واريو وتتيح له الطيران في اتجاهات أفقية بحتة في الهواء، وكذلك لتحمل شحنة تحت الماء. أخيرًا، تسمح خوذة التنين لواريو بإطلاق رشقات نارية طويلة المدى من اللهب على الأرض وتحت الماء، والتي تقضي على الأعداء وتعيق الاتصال. يستبدل هذا الهجوم شحنة كتفه طالما أنه يرتدي خوذة التنين. يمكن للاعبين أيضًا جمع ستارمان لاكتساب مناعة مؤقتة. إذا تلقى واريو ضررًا من خصم أو عقبة، فسوف يتقلص، ويفقد حركة شحنة كتفه، وسيظل صغيرًا حتى يجمع فصًا من الثوم أو خوذة أو يصل إلى نهاية المستوى. إذا أصيب واريو وهو صغير، أو أصيب بعائق قتل فوري، مثل الحفر أو الحمم البركانية، فسوف يفقد حياته وجميع العملات المعدنية التي جمعها في ذلك المستوى.
على عكس سلسلة ماريو، حيث تُستخدم العملات المعدنية عادةً لكسب المزيد من الأرواح، يتم استخدام العملات المعدنية في هذه اللعبة بدلاً من ذلك كعملة. يمكن كسبها من خلال جمعها، أو العثور عليها في كتل، أو تحمل الأعداء. إذا حصل واريو على 10 عملات معدنية أو أكثر في المستوى، فيمكنه سحب قطعة من 10 عملات معدنية، والتي يمكنه رميها على الأعداء، والتقاطها مرة أخرى إذا رغب في ذلك. يمكن أيضًا إنفاقها لفتح مخارج المستوى أو تنشيط نقاط التفتيش. يتم كسب الأرواح الإضافية من خلال جمع نقاط القلب، والتي يتم ربحها من خلال هزيمة الأعداء أو جمع القلوب، مع كسب حياة إضافية مقابل كل 100 نقطة. في نهاية كل مستوى، يمكن للاعب اختيار إما المقامرة بالقطع النقدية التي جمعوها في المستوى في لعبة حظ، أو إنفاقها لمحاولة كسب نقاط القلب.
تحتوي بعض المستويات على غرفة كنز مقفلة، يحتوي كل منها على كنز فريد. للحصول على الكنز، يجب على اللاعب العثور على المفتاح في المستوى، وحمله إلى غرفة الكنز (لا يمكن لواريو استخدام قدرات الخوذة أو شحنة الكتف أثناء حمل المفتاح)، وكسر صندوق الكنز، وأخذ الكنز، وإنهاء المستوى. عند الانتهاء من اللعبة، يتم تداول كل كنز حصل عليه اللاعب مقابل مبلغ محدد من العملات المعدنية. حتى أقل الكنوز قيمة تساوي تقريبًا العملات التي يكتسبها اللاعب عادةً خلال اللعبة بأكملها. تختلف نهاية اللعبة وفقًا لعدد العملات المعدنية التي يمتلكها اللاعب.

## الحبكة
بعد طرده من قلعة ماريو في اللعبة السابقة، قرر واريو الحصول على قلعته الخاصة، وهي قلعة أكبر وأكثر إثارة للإعجاب من قلعة ماريو. لتمويل هذا الحلم الباهظ، يسافر إلى جزيرة المطبخ، حيث أخفى قراصنة براون شوجر العديد من الكنوز والعملات المعدنية، بما في ذلك التمثال الذهبي للأميرة بيتش، المسروق من مملكة الفطر. ينوي واريو استرداد هذا التمثال وبيعه مرة أخرى إلى ماريو بسعر القلعة. بعد استكشاف الجزيرة، وسرقة كنوز القراصنة، والتسلل إلى قلعة الشراب، يواجه واريو زعيم القراصنة، وهي أنثى قرصان تدعى كابتن شراب. تستدعي جنيًا لتدمير واريو، لكنه يهزم الجني ويدمر شراب القلعة بقنبلة كبيرة أثناء هروبها. وبذلك، يتم الكشف عن أكبر كنز للقراصنة: التمثال الذهبي العملاق للأميرة بيتش. ومع ذلك، ظهر ماريو في طائرة هليكوبتر، وذلك بفضل واريو وأخذ التمثال بعيدًا أمام عينيه.
لا يزال واريو يحمل مصباح الجني، ويستدعي الجني ويتمنى قلعة. يخبره الجني أنه يحتاج إلى المال لتحقيق رغبته، ومن ثم يعطيه واريو جميع العملات التي جمعها اللاعب على مدار اللعبة، بالإضافة إلى المتاجرة في جميع الكنوز التي تم العثور عليها مقابل المزيد من العملات المعدنية. يعتمد مدى نجاح الجني في منح رغبة واريو بالضبط على الكمية النهائية من العملات التي حصل عليها: يمكن أن يحصل واريو (من الأفضل إلى الأسوأ) على قلعة، أو باغودة صينية، أو كوخ خشبي، أو بيت شجرة، أو بيت صغير للطيور. إذا جمع اللاعب كل الكنوز وكان لديه ما يكفي من العملات المعدنية للوصول إلى الحد 99999، فسيعطي الجني واريو كوكبًا كاملاً ووجهه محفور على سطحه.

## الإصدار
تم إصدار اللعبة في الأصل لغيم بوي في 21 يناير 1994 في اليابان ومن 13 مارس إلى 13 مايو في أمريكا الشمالية وأوروبا، تم إعادة إصدار اللعبة لاحقًا على خدمة تنزيل فرتشول كونسول الخاصة بنينتندو 3دي أس في اليابان في 14 ديسمبر 2011، أوروبا في 16 فبراير 2012 وأمريكا الشمالية في 26 يوليو 2012. يمكن تنزيل اللعبة جنبًا إلى جنب مع سابقاتها، سوبر ماريو لاند وسوبر ماريو لاند 2: 6 جولدن كوينز.

## التقييم
| التقييم |            |
| --- | ---------- |
| مجموع النقاط المجموع نقاط غيم رانكينغز 81% [ 3 ] نتائج المراجعة نشرة نقاط إلكترونك غيمينغ مونثلي 7/10 [ 4 ] نينتندو لايف 9/10 (GB) [ 5 ] بوكيت غيمر 9/10 (3DS) [ 6 ] |            |
| مجموع النقاط |            |
| المجموع | نقاط       |
| غيم رانكينغز | 81%        |
| نتائج المراجعة |            |
| نشرة | نقاط       |
| إلكترونك غيمينغ مونثلي | 7/10       |
| نينتندو لايف | 9/10 (GB)  |
| بوكيت غيمر | 9/10 (3DS) |

وصفها بن ريفز من غيم إنفورمر بأنها أفضل 13 لعبة غيم بوي ووصفها بأنها أكثر الألعاب العرضية نجاحًا من سلسلة سوبر ماريو. صنفها غيم برو كأفضل لعبة غيم بوي في معرض الإلكترونيات الاستهلاكية لعام 1994، مشيدًا بتقنيات القوة الجديدة والنهايات المتعددة. في المراجعة اللاحقة، اعتبروا اللعبة «أسرع وأكثر تحديًا وأكثر متعة من سابقاتها المحمولة باليد.» وعلقوا بشكل خاص على أن الخلفيات لم تكن مزدحمة كما في الألعاب السابقة، مما يسهل متابعة الحركة، وأن الموسيقى كانت أقل تطفلاً، وأن العفاريت كانت مفصلة بشكل أفضل. أعطاها المراجعون الأربعة لإلكترونك غيمينغ مونثلي إجماع 7 من أصل 10، منتقدين أن اللعبة سهلة للغاية ولكنهم امتدحوا القوة الجديدة والرسومات القوية. منحت شركة بوكيت غيمر إعادة إصدار فرتشول كونسول 9 من 10، مصرة على أن «هذه لعبة نينتندو كلاسيكية يجب أن تلعبها - خاصة إذا لم تكن قد حصلت عليها من قبل.» نينتندو لايف بالمثل منحت اللعبة 9 من 10، مشيدًا باللعبة باعتبارها «بعضًا من أفضل المنصات التي يقدمها نظام غيم بوي».

## الملاحظات
1. ↑  تسمى في اليابان: سوبر ماريو لاند 3: واريو لاند (بالإنجليزية: Super Mario Land 3: Wario Land‎؛ باليابانية: スーパーマリオランド3 ワリオランド؛ بالهيبورن: Sūpā Mario Rando Surī: Wario Rando؟)